# Gabriele Haupt
Pour les articles homonymes, voir Haupt.
Gabriele Haupt, née le 1er mars 1942 à Zwickau, est une ancienne fondeuse allemande.

## Championnats du monde
- Championnats du monde de ski nordique 1970 à Vysoke Tatry 
  -  Médaille d'argent en relais 3 × 5 km.